# Eugenia Avendaño
Eugenia Paola Avendaño Galindo (Ciudad de México, 4 de octubre de 1930-ibidem, 29 de diciembre de 2013) fue una actriz de cine, teatro, televisión y doblaje mexicana. Destacan entre otros, su trabajo en la telenovela La dueña al lado de Francisco Gattorno y Angélica Rivera, además de muchas otras telenovelas e infinidad de películas. En el terreno del doblaje, uno de sus más conocidos personajes fue Betty Mármol en Los Picapiedra de Hanna-Barbera. Es la autora de muchas letras en español de canciones extranjeras, cantadas por su hermano, el barítono Hugo Avendaño.[cita requerida] Estuvo casada con el fallecido actor Claudio Brook y con el también actor José Manuel Rosano.

## Filmografía

### Cine
- Yo, tú, el y el otro (1993)
- Dos fantasmas sinvergüenzas (1993)
- Milagro en el barrio (1990)
- Día de muertos (1988)
- Sabor a Mi (1988)
- Nosotros los pelados (1984)
- Piernas cruzadas (1984)
- Siempre en Domingo "La Película" (1984)
- Barrio de campeones (1981)
- El mil usos (1981)
- Nora la rebelde (1979)
- La guerra de los pasteles (1979)
- Conserje en condominio (1974)

### Teatro
- A Chorus Line
- Cats
- Cantando Bajo el agua
- Loco por ti

### Televisión
- La Familia Peluche (2003) -  Maestra Abelarda
- Navidad sin fin (2001-2002) - Cleotilde
- María Belén (2001) - Tía Eduviges
- Carita de ángel (2000-2001) - Sra. Becerra
- La mentira (1998) - Guadalupe de Martínez
- Mujer, casos de la vida real (1997-2005) - Varios personajes
- La dueña (1995) - Silvia Tamayo de Hernández
- Chespirito (1992) - Varios personajes
- Milagro y magia (1991) - Jacinta
- Valeria y Maximiliano (1991-1992) - Tía Nena
- La telaraña (1990)
- Tiempo de amar (1987) - Esperanza
- Pobre juventud (1986-1987) - Magda
- Eclipse (1984) - Isabel
- Mañana es primavera (1982-1983) - María Julia
- El combate (1980-1981) - Generosa
- Una mujer marcada (1979-1980) - Alejandra
- María José (1978-1979)  - Carola
- Siempre habrá un mañana (1974)
- Aventura (1970)
- Lo que no fue (1969)
- Intriga (1968)
- Angustia del pasado (1967) - Graciela